# Dave Thompson
David Thompson (nascut el 4 de gener de 1960, conegut també com a Dave Thomas) és un escriptor anglès que és autor de més de cent llibres, que tracten en gran part sobre rock i música pop, però també sobre cinema, esports, filatèlia, numismàtica i eròtica. Va escriure regularment per a Melody Maker i Record Collector a la dècada de 1980, i des de llavors ha col·laborat en revistes com Mojo, Q, Rolling Stone i Goldmine.
Thompson va néixer a Bideford, al comtat de Devon. A finals de la dècada de 1970, va escriure i va publicar un fanzine de punk rock. A la dècada de 1980, va treballar per a Northern & Shell de Richard Desmond als Docklands (Londres). Es va traslladar als Estats Units el 1989. Entre moltes altres publicacions musicals, ha escrit per a Alternative Press i Shindig!, així com per al web AllMusic.
El seu primer llibre publicat, U2: Stories for Boys (Plexus, 1985, sota el nom de ploma Dave Thomas), va ser la primera biografia de la banda U2. Ha escrit sobre els grups Depeche Mode, Red Hot Chili Peppers, Phish, T. V. Smith i the Adverts, ZZ Top, Joan Jett, Perry Farrell, Patti Smith, Kurt Cobain, Deep Purple, Genesis i Simple Minds.
Thompson també ha escrit molt sobre David Bowie, incloses les biografies Moonage Daydream (1987) i Hallo Spaceboy (2006), així com el llibre semi-fictici To Major Tom (2000). El 2004, Helter Skelter va publicar el seu llibre The Psychedelic Furs: Beautiful Chaos.
El seu llibre Black and White and Blue: Adult Cinema from the Victorian Age to the VCR va ser publicat el 2007 per ECW Press.